# Ліпа (Ходзезький повіт)
Ліпа (пол. Lipa, нім. Liepe) — село в Польщі, у гміні Шамоцин Ходзезького повіту Великопольського воєводства.
Населення — 256 осіб (2011).
У 1975-1998 роках село належало до Пільського воєводства.

## Демографія
Демографічна структура станом на 31 березня 2011 року:
|          | Загалом | Допрацездатний вік | Працездатний вік | Постпрацездатний вік |
| -------- | ------- | ------------------ | ---------------- | -------------------- |
| Чоловіки | 128     | 32                 | 87               | 9                    |
| Жінки    | 128     | 36                 | 72               | 20                   |
| Разом    | 256     | 68                 | 159              | 29                   |